# Pfarrkirche Hornstein

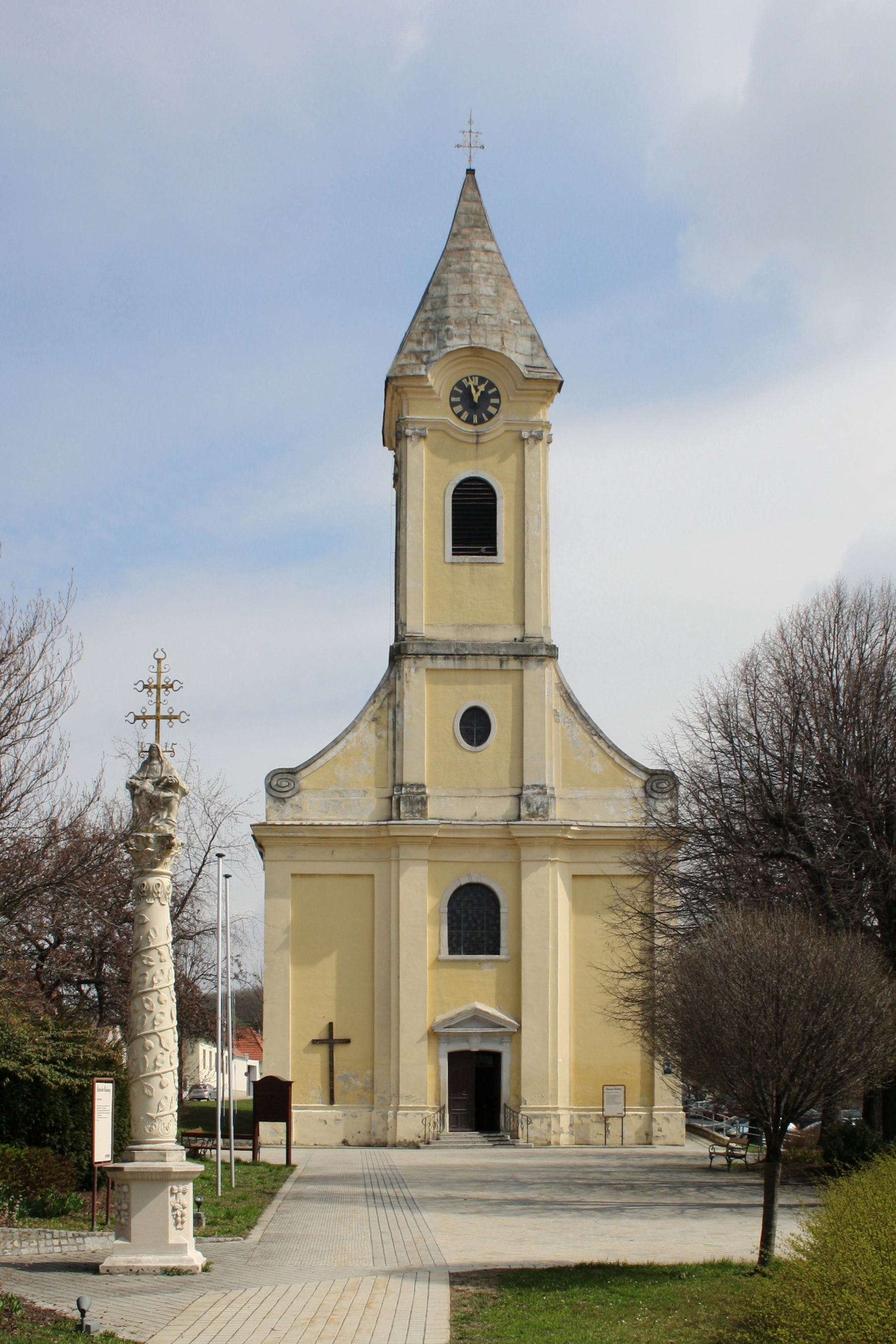
Kath. Pfarrkirche hl. Anna in Hornstein, davor Pietà-Säule

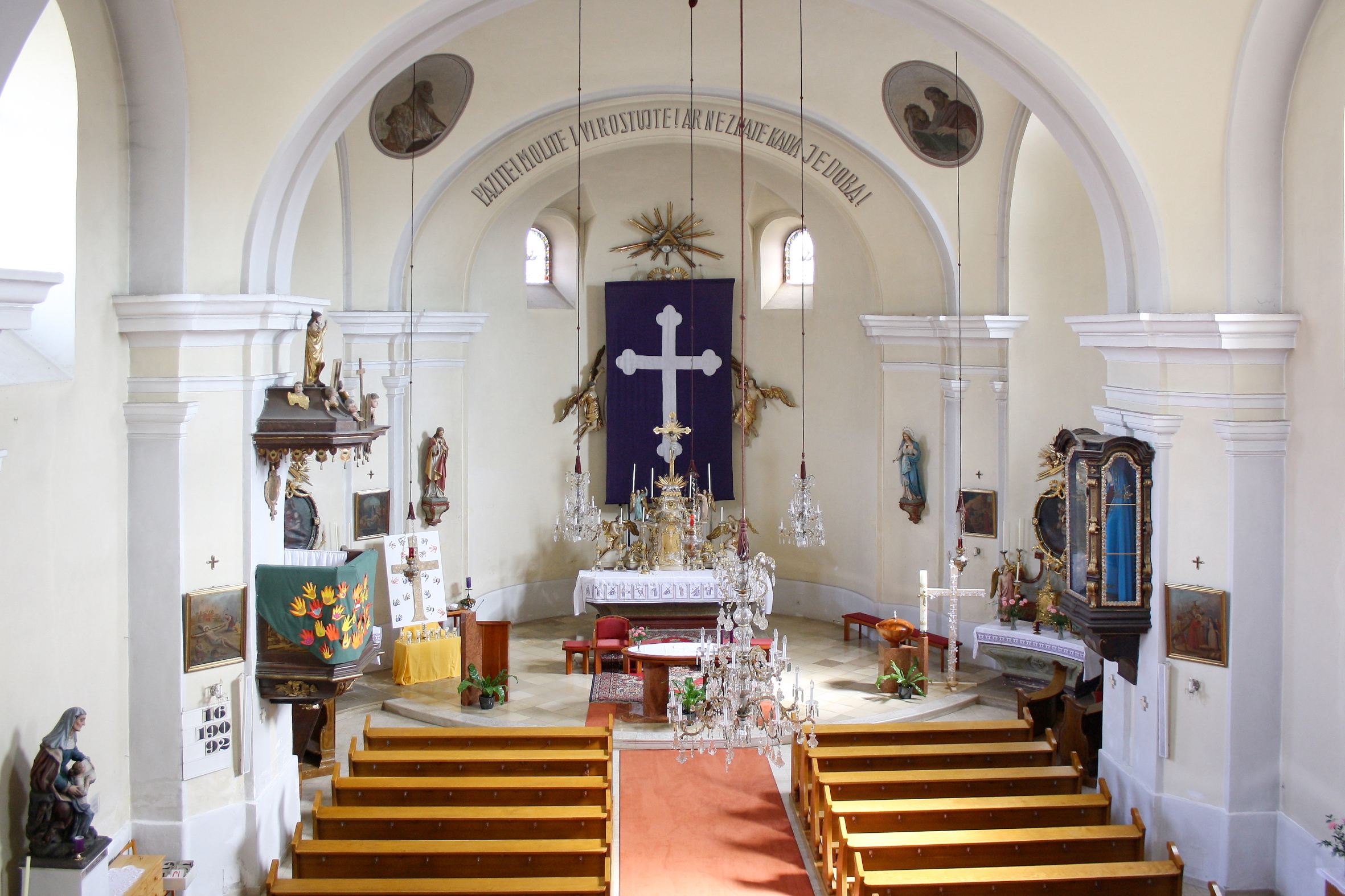
Kircheninneres, vom Langhaus zum Chor

Die römisch-katholische Pfarrkirche Hornstein steht in der Marktgemeinde Hornstein im Burgenland. Die Pfarrkirche hl. Anna gehört zum Dekanat Trausdorf in der Diözese Eisenstadt. Die Kirche und die Pietà-Säule stehen unter Denkmalschutz.

## Geschichte
Die alte Pfarrkirche unter einer Burg wurde 1363 erbaut und 1776 abgetragen. An der Stelle wurde 1782 die neue Pfarrkirche erbaut und 1803 geweiht. Restaurierungen waren 1902, 1929, 1945/1946, 1973 und 1977.
Eine im Zweiten Weltkrieg beschlagnahmte Zügenglocke, wurde im Jahr 1947 auf einem Wiener Glockenfriedhof von einem Hornsteiner Gastwirt gefunden und konnte wieder geweiht werden.

## Architektur
Der schlichte große Kirchenbau hat einen eingebundenen Fassadenturm mit einem Pyramidenhelm. Der Chor sind drei flache Konchen. An der Ostapsis steht der Sakristeianbau. Das Westportal zeigt die Inschrift Anno 1782. Im Turmjoch ist ein Empore über einem gedrückten Bogen mit einer Stichkappentonne. Das zweijochige Langhaus hat Platzlgewölbe auf breiten Auflagern mit Doppelpilastern und Doppelgurten. Der Triumphbogen ist stark gekehlt. Der Chor hat ein Platzlgewölbe und über den Konchen Halbkuppeln.

## Ausstattung
Der Hochaltar mit einem freistehenden Rokokotabernakel zeigt an der Wand ein großes Altarbild Anna mit Maria in einem geschweiften Rahmen mit Zopfdekor. Die Orgel aus 1794 mit 8 Registern wurde von Johann Gottfried Malleck gefertigt.